# Берава
 Тази статия е за селото в Полша.  За общината вижте Берава (община).  
Берава (на полски: Bierawa) е село в югозападна Полша, административен център на община Берава в Кенджежин-Кожленски окръг на Ополско войводство. Населението му е около 1 370 души (2006).
Разположено е в географската област Силезия, на 8 km югоизточно от град Кенджежин-Кожле и на 48 km югоизточно от центъра на войводството Ополе. Първите сведения за селището са от 1308 година, когато е част от Битомското княжество.
1. ↑  bdl.stat.gov.pl //   Посетен на 5 октомври 2022 г.